# 72e brigade mécanisée
Pour les articles homonymes, voir 72e brigade.
La 72e brigade mécanisée, de son nom complet la 72e brigade mécanisée séparée nommée d'après les zaporogues noirs (en ukrainien : 72-га окрема механізована бригада імені Чорних Запорожців, abrégé en 72 ОМБр ; numéro d'unité militaire А2167), est une grande unité d'infanterie mécanisée de l'Armée de terre ukrainienne.
L'unité est l'héritière de la 72e division de fusiliers motorisés de la Garde soviétique. Elle est casernée dans l'oblast de Kyïv. Depuis 2014, elle est engagée dans la guerre russo-ukrainienne. La brigade s'illustre pendant l'invasion russe de l'Ukraine durant laquelle elle mène des combats difficiles et meurtriers en protégeant Kyïv puis Bakhmout et enfin en tenant la ville de Vouhledar pendant 25 mois tout en infligeant de lourdes pertes aux forces russes.

## Historique

### Division soviétique
Les traditions de l'unité reprennent celles d'une série de divisions soviétiques puis ukrainiennes. Elles remontent à la 29e division de fusiliers, créée à Akmolinsk en décembre 1941. Celle-ci est engagée dans la bataille de Stalingrad, nécessitant d'importants renforts pour compenser ses pertes, y gagnant le titre d'unité de la Garde, d'où son renommage en 72e division de fusiliers motorisés de la Garde en mars 1943.
Puis la division participe aux combats de la bataille de Koursk, puis pour Belgorod, Kharkov et Krasnograd, y recevant le titre honorifique de «Красноградская» (Krasnogradskaïa). Elle est ensuite engagée dans la bataille du Dniepr, et la prise de Kirovograd, des combats en Moldavie et de l'offensive de Budapest, finissant la guerre près de Prague.
Après la guerre, la division est en garnison en Hongrie, puis en janvier 1946 elle est transférée au district militaire de Kiev, à Belaïa Tserkov (nom russe de Bila Tserkva). En juillet 1946, la division est réorganisée en 7e brigade séparée de fusiliers de la Garde ; puis, en octobre 1953, elle reprend son nom de 72e division de fusiliers de la Garde. En juin 1957, elle est transformée en une division de fusiliers motorisés. L'unité est limitée à ses cadres, avec un seul de ses régiments opérationnel, soit en 1985 un total de 4 400 hommes (au lieu de 12 000), 216 chars T-64A, 117 blindés BMP-1, 46 BTR-60, 96 BTR-70, 54 obusiers de calibre 122 mm M-30, 36 de calibre 122 mm D-30, 18 obusiers automoteurs de calibre 152 mm 2S3 et 18 de 122 mm 2S1.

### Division ukrainienne
À la suite de la déclaration d'indépendance de l'Ukraine le 24 août 1991 (confirmée par le référendum du 1er décembre) et à la disparition de l'URSS le 26 décembre 1991, les Forces armées soviétiques sont théoriquement mises sous contrôle de la CEI (sous le nom de Forces armées conjointes de la CEI), puis très vite les unités des districts militaires des Carpates, de Kiev et d'Odessa forment les Forces armées de l'Ukraine. En janvier 1992, les hommes de la division prêtent leur serment d'allégeance à l'Ukraine, l'unité devenant la 72e division mécanisée de la Garde de Krasnograd–Kiev (puis Krasnohrad–Kyiv à partir de 1995), elle est intégrée au 8e corps d'armée ukrainien.
En 2002, l'unité est réduite à la taille d'une brigade, commandée par un colonel, dans le cadre d'une réforme de l'armée ukrainienne.

### Guerre du Donbass
En mai 2014, la 72e brigade mécanisée de la Garde participe aux affrontements de Marioupol, qui font une quarantaine de morts. Par la suite, elle combat les séparatistes prorusses aux côtés de la 51e brigade mécanisée de la Garde aux alentours de Dovjansk.
En juillet 2014, la brigade est acculée par des forces séparatistes le long de la frontière russe à Voznessenivka. Pour échapper à l'encerclement, un bataillon de la 72e brigade pénètre désarmée dans la nuit du 3 au 4 août en territoire russe au niveau du poste-frontière de Goukovo, avant de regagner l'Ukraine le lendemain par un couloir humanitaire,. Le reste de l'unité réussit une percée et réussit à rétablir la liaison avec la 79e brigade d'assaut aérien et la 24e brigade mécanisée.
En novembre 2015, la brigade perd ses titres honorifiques datant de l'époque soviétique, dans le cadre du démantèlement de l'héritage de l'URSS en Ukraine. En août 2016, elle perd son titre honorifique d'unité de la Garde pour les mêmes raisons, mais obtient l'année suivante le surnom honorifique de « Zaporogues noirs », en hommage aux Cosaques noirs, un régiment de cavalerie zaporogue de l'Armée populaire ukrainienne durant la guerre d'indépendance ukrainienne. Toujours en 2017, la 72e brigade mécanisée prend part à la bataille d'Avdiïvka.

### Invasion russe

#### Offensive de Kiev (février-avril 2022)
Lors du déclenchement de l'invasion russe de l'Ukraine le 24 février 2022, la 72e brigade est la seule grande unité mécanisée dans les environs de Kiev (épaulée par les unités des forces spéciales, la Garde nationale et la défense territoriale), et prend donc immédiatement part aux combats dans la banlieue de la capitale. Elle réussit d'abord avec la 4e brigade de réaction rapide et différentes unités à repousser les tentatives russes de conquérir l'aéroport de Hostomel, ce qui empêche les troupes aéroportées russes de l'utiliser comme tête de pont aérien pour avancer vers Kiev. Les unités de la brigade participent au harcèlement des colonnes russes à coups de missiles portatifs Javelin et NLAW, fournissant des identifications de cibles pour la 44e brigade d'artillerie.
Le 3e bataillon mécanisé de la brigade met ensuite hors de combat le 6e régiment de chars de la Garde de la 90e division de chars de la Garde russe en coopération avec le régiment autonome d'opérations spéciales « Azov » lors de la bataille de Brovary, tuant au passage son commandant. Durant tout le mois de mars, le 2e bataillon de la brigade parvient à mettre en échec les Russes dans leurs tentatives d'entrer dans Kiev lors de la bataille de Mochtchoun, avec de violents affrontements et au prix de pertes importantes des deux côtés. Pour ses actions lors de l'offensive de Kiev, la 72e brigade reçoit l'Ordre « pour le Courage » de la part du président ukrainien Volodymyr Zelensky le 6 mai 2022. Après cela, la brigade est envoyée dans l'Est de l'Ukraine, d'abord pour participer à la défense de Kharkiv, puis pour mener des contre-offensives locales visant à repousser les Russes en direction de Belgorod.

#### Bataille de Bakhmout (juin-août 2022)
À la fin mai, la 72e brigade est envoyée dans l'oblast de Donetsk, secteur de Horlivka. Le 18 juin, une frappe de roquettes sur la ville de Toretsk fait plusieurs victimes. La brigade est ensuite repositionnée à la fin juin au nord de Horlivka en rotation avec la 30e brigade mécanisée après leur retraite de Svitlodarsk et la percée de Popasna qui menace Bakhmout. Ils prennent part aux combats notamment sur une ligne de front entre Novolouhanske-Dolomite (uk)-Vidrodzhennya (uk)-Klynove (en). Impliquée dans de violents combats, elle retient les premiers assauts sur Bakhmout du Groupe Wagner mais doit céder du terrain jusqu'à Kodema (uk) et Zaïtseve début août. Les trois mois de combats s'avèrent violents pour la brigade qui subit des pertes constantes.

#### Bataille de Vouhledar (août 2022 à septembre 2024)

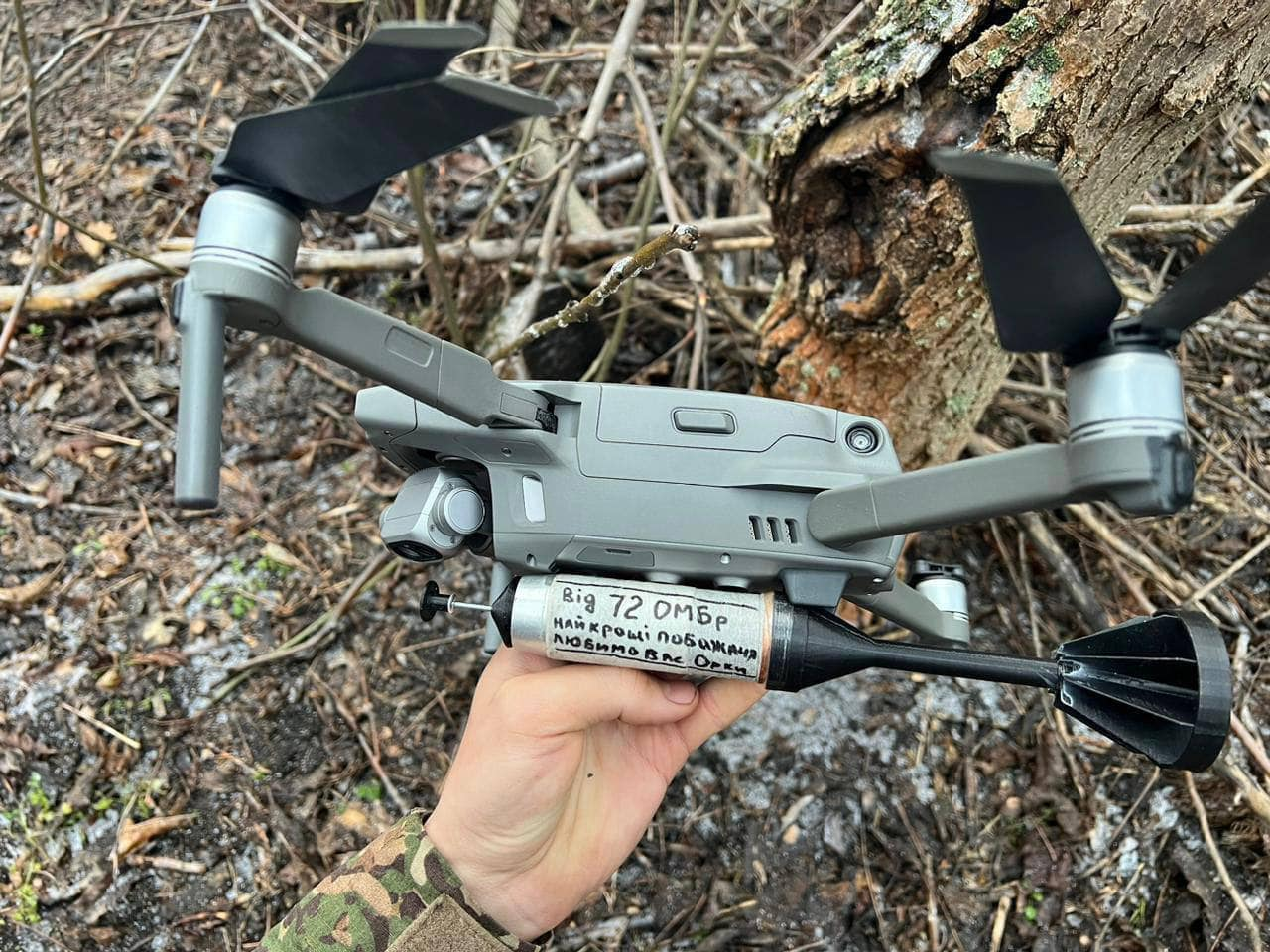
Drone civil équipé d'une bombe en 2 2023. Le texte se traduit par De la / meilleurs vœux / on vous aime les orques.

Dans l'oblast de Donetsk, la brigade est redéployée en août dans le secteur de Vouhledar, plus au sud en rotation avec la 53e brigade mécanisée. Dans la nuit du 28 au 29 octobre, les forces russes lancent une offensive sur Vuhledar et Pavlivka. Les Russes enfoncent la première ligne et pénètrent dans Pavlivka. Des violents combats se poursuivent jusqu'au 15 novembre durant lesquels la brigade inflige des pertes sévères aux 155e et 40e brigades d'infanterie de marine russe lors de leurs tentatives d'assaut sur Pavlivka,. Après ces combats, la 72e brigade mécanisée tient les environs de Vouhledar, aux côtés de la 68e brigade de chasseurs. La brigade est félicitée par le Président Zelensky pour sa bravoure sur le champ de bataille,. En janvier 2023, la brigade renforce ses positions de Vouhledar après la prise de Pavlivka (4 km au sud) pour faire face à un nouvel assaut de la 155e brigade d'infanterie de marine de la Garde. Le 24 janvier, les Russes lancent une nouvelle offensive. La poussée russe bouscule les unités ukrainiennes qui subissent des pertes puis s'enraye à cause des pertes importantes et du manque de munitions d'artillerie pour l'appui-feu. Les troupes de la 72e brigade mécanisée subissent de violents combats et les pertes sont conséquentes ; au moins 102 soldats de la brigade sont tués entre le 24 janvier et le 28 février soit plus que durant la bataille de Kiev. Toutefois, ils infligent une fois de plus de très lourdes pertes aux fantassins russes en détruisant plusieurs dizaines de chars et de véhicule de combat d'infanterie BMP-3 avec des missiles antichars portatifs Javelin et de l'artillerie. À partir du mois de mars, la situation se stabilise. Toutefois, les combats se poursuivent avec une intensité constante, les forces russes menant régulièrement des assauts. La 72e brigade cible continuellement les positions russes à Mykilske (raïon de Volnovakha) (en),,. Durant le mois de mai, la brigade appuyée par un détachement du groupe Omega repousse plusieurs assauts des brigades de marine détruisant plusieurs blindés,,. Durant l'été 2023, les forces ukrainiennes sont à la contre-offensive sur toute la ligne de front à l'ouest de Vouhledar. La 72e brigade frappe les positions russes sans chercher à percer cette partie du front.
À partir d'octobre 2023, la Russie lance une offensive d'ampleur dans le Sud du Donbass. Vouhledar subit des bombardements massifs de la 36e brigade de fusiliers motorisés et de la 200e brigade d'artillerie. Début novembre, la brigade repousse également un assaut sur Vouhledar détruisant plusieurs blindés. Entre octobre 2023 et avril 2024, tout en repoussant de multiples assauts sur Vouhledar, la 72e brigade appuie également la 79e brigade d'assaut aérien qui tient le village de Novomykhaïlivka et inflige de lourdes pertes aux forces russes. Ses unités de drones et d'artillerie ciblent les colonnes de blindés russes qui s'acharnent à prendre le village. Elle protège notamment le flanc droit de la 79e brigade autour de la localité de Sodolke. Le 30 janvier 2024, elle détruit une colonne d'une dizaine de blindés russes qui s'approchait du village. La prise de Novomykhailivka en avril menace un peu plus Vouhledar pris en étau au sud et à l'est. Fin juin 2024, la brigade repousse un nouvel assaut sur la ville, infligeant de lourdes pertes aux unités mécanisées russes et affirmant avoir détruit 18 chars, 34 véhicules de combat et 19 motos.
À partir du mois de juillet, la Russie lance une nouvelle offensive afin de conquérir Vouhledar. L'infanterie mécanisée tente de progresser depuis Mysilke et Sodolke également prise. La 72e brigade inflige de lourdes pertes aux assaillants, des dizaines de blindés sont détruits entre juillet et septembre. En septembre 2024, la brigade défend toujours Vouhledar, les Russes prenant la mine de charbon au nord-est de la ville le 1er septembre. Le commandant adjoint s'est alors plaint aux correspondants de guerre que ses troupes manquaient de défenses aériennes et étaient « épuisées » car elles n’avaient eu aucune rotation depuis février 2022. Le 24 septembre 2024, le commandant de la 72e brigade mécanisée déclare que les forces russes tentent constamment de prendre d'assaut Vouhledar dans l'oblast de Donetsk et que la situation restait « constamment tendue ». La Russie utilise une grande variété d'armes, notamment des bombes guidées, des véhicules blindés, de l'artillerie, des canons, des mortiers et des drones FPV. Le commandant a ajouté que : « L'ennemi dispose d'équipements « jetables ». Tous les véhicules blindés qui s'approchent de nos positions sont pour la plupart brûlés, des attaques ont lieu tous les jours »,. La brigade, employée sur le front depuis février 2022 sans rotation, cède lentement du terrain sur les flancs de Vuhledar ; les nombreuses unités russes engagées dans le secteur menacent le bastion d'encerclement fin septembre,. La brigade commence alors à se retirer progressivement de la ville, grâce au soutien d'éléments de la 58e brigade motorisée déployés afin de protéger les voies de communication vers le nord. Le 1er octobre, les dernières unités achèvent la difficile manœuvre de désengagement sous le feu de l'artillerie et la ville est occupée.
Le 8 octobre 2024, le commandant de la 72e brigade mécanisée, le colonel Oleksandr Okhrimenko (uk), déclare que les troupes russes impliquées dans la prise de Vouhledar étaient neuf fois plus nombreuses que les forces ukrainiennes de défense. Selon lui, les Russes ont envoyé les 36e, 39e et 57e brigades de fusiliers motorisés de la Garde, le 91e régiment de fusiliers et d’autres unités lors de la dernière attaque, ajoutant que « les forces ennemies avaient un avantage en termes de chars, de véhicules de combat d'infanterie, de systèmes d’artillerie, d’armes antichars et de personnel ». Selon le colonel Oleksandr Okhrimenko (uk), selon la doctrine militaire généralement acceptée dans le monde, le camp attaquant peut obtenir un avantage sur le champ de bataille s'il dispose de trois fois plus de forces et de moyens que le camp adverse. « C'était de un à neuf à Vouhledar. On peut objectivement comprendre les chances de tenir ce règlement et la ligne de défense dans le secteur de responsabilité de la brigade ».
Après deux ans et huit mois sur le front sans rotation, dont 25 mois à Vouhledar, la brigade est envoyée à l'arrière dans l'oblast de Kherson. Durant cette période, au moins 650 hommes de la brigade ont été tués au combat dont plus de 440 durant la première année (entre le début de l'offensive de Kiev et l'offensive de Vouhledar de janvier-février 2023).

#### Offensive de Pokrovsk (depuis janvier 2025)
Après une période de repos dans l'Oblast de Kherson sur la rive droite du Dniepr, la brigade est renvoyée au front en janvier 2025. Elle prend position dans le secteur de Pokrovsk, devant Novopavlivka menant des combats pour le contrôle du village de Prezobravhenka aux côtés de l'Infanterie navale ukrainienne et appuyée par le 414e régiment de drones d'attaque.

## Structure et équipement

### Ordre de bataille

#### Structure en1992
En 1992 son ordre de bataille était le suivant :
- commandement et état-major ;
  -  224e régiment d'infanterie mécanisée ;
  -  229e régiment d'infanterie mécanisée ;
  -  bataillon de chars ;
  -  155e régiment d'artillerie automotrice ;
  -  1129e régiment de missiles antiaériens ;
  -  1345e bataillon d'artillerie antichar ;
  -  220e bataillon de génie ;
  -  538e bataillon de transmissions ;
  -  117e bataillon de reconnaissance ;
  -  23e bataillon de protection NRBC ;
  -  892e bataillon de logistique ;
  -  280e bataillon de réparation et de récupération ;
  -  149e bataillon médical.

#### Structure en2023
Fin 2023 son ordre de bataille est le suivant, :

### Commandants
- 1992, général de division Volodymyr Lytvyntsev ;
- juin 1992 à avril 1994, général de division Petro P'iatybrat ;
- avril 1994 à août 1996, colonel Mykola Tsytsiourskyy (uk) ;
- août 1996 à 1998, colonel Grigory Pedtchenko ;
- 1998 à 2002, général de division Serhiy Bezlouchtchenko (uk) ;
- 2002 à 2005, colonel Oleksandr Syrsky ;
- 2005 à 2007, colonel Rouslan Khomtchak ;
- 2007 à 2015, colonel Andriy Hrychtchenko (uk) ;
- 2015 à novembre 2017, colonel Sokolov Andriy (uk)[42] ;
- novembre 2017 à mai 2019, colonel Tatous Rouslan (uk)[43] ;
- mai 2019 à août 2021, colonel Artem Bohomolov[44] ;
- août 2021 à septembre 2022, colonel Oleksandr Vdovytchenko (uk) ;
- septembre 2022 à septembre 2024, colonel Ivan Vinnik (uk)[45] ;
- depuis septembre 2024, colonel Oleksandr Okhrimenko (uk)[46].

### Équipements
La brigade est équipée à la façon-type de l'armée ukrainienne : 
- bataillon de chars : T-64BV complétés par de T-72B3 pris à la Russie ;
- bataillons mécanisés : BMP-2, BMP-1, MT-LB ;
- bataillons de fusiliers : Humvees et pick-up ;
- compagnie de reconnaissance : BRDM-2 ;
- groupe d'artillerie : un bataillon sur 2S1 Gvozdika, un sur M10913GN livrés par la Norvège qui ont remplacé les 2S3 Akatsia, un bataillon de MLRS sur BM-21 Grad ;
- bataillon antiaérien de 2K22 Toungouska et 9K35 Strela-10[47].

## Traditions

### Insignes
L'insigne actuel de la 72e brigade est approuvé le 7 mars 2019 par Viktor Moujenko, le chef d'état-major ukrainien. Il reprend le rouge du blason de Bila Tserkva, la garnison de la brigade, et intègre une tête de mort, emblématique des unités de cavalerie, et notamment des cosaques noirs. La devise de la brigade se trouve au-dessus de l'écusson : « L'Ukraine ou la mort ! » (ukrainien : Україна або Смерть!).
La bannière de la brigade reprend tous ces symboles.